# Four on the floor (serie)
Four on the floor, también conocida como Cuatro por los suelos (en España) o Cuatro locos en el set (en Hispanoamérica) es una comedia televisiva de origen canadiense. La serie fue emitida en Canadá entre 1985 y 1986 por la CBC. Posteriormente fue emitida por la BBC en el Reino Unido, desde el 10 de junio de 1988 al 8 de septiembre de 1989. Consta de trece episodios.
La serie fue dirigida por David Acomba y producida por Morgan Earl. Sin embargo, sus artifices intelectuales (y actores principales)
fueron Paul Chato, Rick Green, Dan Redican y Peter Wildman: un grupo de comediantes denominados The Frantics. 
También se encargaban de componer e interpretar las canciones humorísticas de la serie.

## El señor Cabeza de Canoa
El personaje más emblemático y recordado de la serie es el héroe señor Cabeza de canoa (en inglés, Mr. canoehead). 
Se trata de un individuo anónimo que un día caminaba por el bosque en dirección al río, transportando su canoa sobre la cabeza.
Repentinamente, un relámpago cayó sobre su canoa, dejándola irremediablemente pegada a su cabeza. 
En ese mismo instante decide convertirse en un héroe defensor de la justicia...
Cabeza de canoa derrotaba a sus enemigos girando sobre sí mismo y golpeándoles con su cabeza de canoa. 

### El Ranger Joe
Poco después, Cabeza de canoa conoce a su fiel acompañante El ranger Joe. Se trata de un policía montado del Canadá, con su uniforme rojo y su equino. Lo hilarante de este personaje es que jamás desmontaba de su caballo. Ni siquiera cuando entraba en una habitación.

### Cabeza de Secador
Como todos los héroes que se precien, Cabeza de Canoa tiene su archinémesis: Cabeza de Secador. Un tipo malvado cuyos orígenes se develan en los últimos capítulos. Se trata de otro individuo anónimo que un día acude a la peluquería. Allí, introduce la cabeza en uno de esos grandes secadores de pelo al uso en los años 1970 y 1980. Repentinamente, cae un rayo sobre su cabeza (cosa absurda considerando que está dentro de un local) que le deja irremisiblemente pegado el secador a su cuerpo. En ese instante decide vengarse de la sociedad.

## Otrossketchs

### Hombre bailando con...
En estos sketchs aparece un hombre, generalmente en la calle, tratando de disimular. Cuando cree que nadie le ve, se pone a bailar con algún objeto absurdo. Por ejemplo, un buzón o un edificio. Había muchas variantes sobre esta idea.

### Las caras en la pared
Un sketch muy original mostraba un individuo que entraba en su casa. De repente aparecían caras de personas en las paredes.
Las paredes en realidad eran telas muy finas, muy tensas y sin arrugas. Una persona desde el otro lado pegaba su cara a la tela. Por el otro lado se observaba el relieve de su cara provocando un efecto visual muy realista.